# Beginning from an end
Beginning from an end is het debuutalbum van de Britse band Fair Weather. Het kwam uit in 1971 bij het verder onbekende platenlabel Neon, een sublabel van RCA.
De titel gaat terug naar het feit dat de leider van de band Andy Fairweather Low met een aantal collegae uit Amen Corner was gestapt (april 1970) en vrijwel direct daarna (mei 1970) een nieuw begin maakte en een album opnam. De band nam dat album op in de Olympic Sound Studios in Londen. Na de uitgifte van de vooruitgeschoven single Natural sinner (juli 1970) ging de band weer uit elkaar, de opnamen van het album bleven lange tijd op de plank liggen. Bij de start van het Neon-label, dat alleen progressieve rock zou gaan uitbrengen, probeerde RCA het dan wel. Zo kwam een album dat als tussendoortje bedoeld was toch in de boeken. Andy Fairweather Low was het dan ook wel op bescheiden schaal eens met de punten van kritiek. De zich steeds herhalende vergelijking met Amen Corner zag hij niet zo zitten.
Nederland liep niet warm voor wat wel genoemd werd “een mager aftreksel van Amen Corner”.  OOR's Pop-encyclopedie (versie 1979) wist niets over dit album te melden, anders dan de medewerking van Derek Weaver (Blue Weaver), die het nog bij de volgende bands ver zou schoppen.

## Musici
- Andy Fairweather Low – gitaar, zang
- Blue Weaver – toetsen
- Neil Jones – gitaar
- Clive Taylor – basgitaar
- Dennis Byron – slagwerk

Met 
- B.J. Cole – steelguitar Poor man’s bum-a-run
- Blazerssectie

## Muziek
| Nr. | Titel                                               | Duur |
| --- | --------------------------------------------------- | ---- |
| 1.  | God cries mother (Fairweather-Low)                  | 5:30 |
| 2.  | Don't mess with Cupid (Cropper, Floyd, Parker)      | 3:38 |
| 3.  | Dead and past (Fairweather-Low)                     | 4:43 |
| 4.  | I hear you knockin' (Bartholomew, King)             | 4:47 |
| 5.  | You ain't no friend (Fairweather-Low)               | 5:34 |
| 6.  | Sit and think (Fairweather-Low)                     | 4:16 |
| 7.  | Looking for the red label (Fairweather-Low)         | 4:12 |
| 8.  | Poor man's bum a run (Fairweather-Low)              | 4:49 |
| 9.  | Natural sinner (Fairweather-Low)                    | 4:27 |
| 10. | Haven't I tried (Fairweather-Low)                   | 4:09 |
| 11. | Tutti frutti (Fisher, Gaillard)                     | 3:05 |
| 12. | Road to freedom (Fairweather-Low)                   | 4:40 |
| 13. | Lay it on me (Fairweather-Low)                      | 4:17 |
| 14. | Looking for the red label part II (Fairweather-Low) | 4:13 |

De originele elpee bevatte de eerste acht van bovenstaande tracks; de rest kwam uit als bonusmateriaal bij een cd-versie.
Natural sinner/Haven't I tried kwam uit als single, maar stond niet op het originele album. Daarna volgen nog Tutti frutti/Road to freedom en Lay it on me/Looking for the red label part II. De eerste single kwam nog tot de zesde plaats in de Britse singlelijst, de rest flopte. In Nederland heeft de band de Top 40 niet gehaald.